# Academia Norte-Americana da Língua Espanhola
Academia Norte-Americana da Língua Espanhola (espanhol: Academia Norteamericana de la Lengua Española) é uma instituição estadunidense que reúne um grupo de acadêmicos e especialistas no uso do espanhol neste país. Com sede em Nova Iorque, foi fundada 5 de novembro de 1973, por entre outros, Tomás Navarro Tomás, que tinha sido diretor da Biblioteca Nacional da Espanha e foi exilado nos Estados Unidos. 
É composta por 36 titulares e 50 membros correspondentes. Membro da Associação de Academias da Língua Espanhola desde 1980. Já foram seus diretores:
- Charles McHale (1973–1978)
- Palacios Odon Betanzos (1978–2007)
- Piña Gerardo Rosales (2007–atualmente)